# Lampropholis amicula
Lampropholis amicula är en ödleart som beskrevs av  Ingram och RAWLINSON 1981. Lampropholis amicula ingår i släktet Lampropholis och familjen skinkar. Inga underarter finns listade i Catalogue of Life.